# Мехтієв Магерам Рухуллайович
Магерам Рухуллайович Мехтієв (1919, місто Баку, тепер Азербайджан — ?) — азербайджанський радянський державний діяч, 1-й секретар Кіровабадського міського комітету КП Азербайджану. Член ЦК Комуністичної партії Азербайджану. Депутат Верховної ради Азербайджанської РСР 5—6-го скликань. Депутат Верховної ради СРСР 4-го скликання. 

## Життєпис
Народився в родині робітника нафтового промислу. Закінчив середню школу в Сураханах біля Баку. Вступив до комсомолу.
У 1941 році закінчив нафтопромисловий факультет Азербайджанського індустріального інституту імені Азізбекова.
З 1941 року — майстер із видобутку нафти 4-го промислу тресту «Кагановичнафта» в місті Баку.
У 1942—1944 роках — секретар Кагановицького районного комітету ЛКСМ Азербайджану міста Баку.
Член ВКП(б) з 1943 року.
У 1944—1949 роках — заступник завідувача відділу кадрів і організаційно-інструкторської роботи ЦК ЛКСМ Азербайджану; секретар ЦК ЛКСМ Азербайджану із пропаганди; секретар ЦК ЛКСМ Азербайджану із кадрів.
У 1949—1951 роках — 1-й секретар Бакинського міського комітету ЛКСМ Азербайджану.
У 1951—1952 роках — в апараті ЦК КП(б) Азербайджану; завідувач відділу Бакинського міського комітету КП(б) Азербайджану; партійний організатор ЦК ВКП(б) на будівництві.
У 1952—1954 роках — 1-й секретар Міського районного комітету КП Азербайджану міста Баку.
У січні 1954—1957 роках — 1-й секретар Кіровабадського міського комітету КП Азербайджану.
Закінчив заочну Вищу партійну школу при ЦК КПРС.
У 1959—1964 роках — завідувач відділу ЦК КП Азербайджану.
З 1964 року — завідувач відділу Держплану Ради міністрів Азербайджанської РСР.
Подальша доля невідома.

## Нагороди
- два ордени «Знак Пошани» (1943,)
- ордени
- медаль «За оборону Кавказу»
- медаль «За доблесну працю у Великій Вітчизняній війні 1941—1945 рр.»
- медалі